# أداما تامبورا

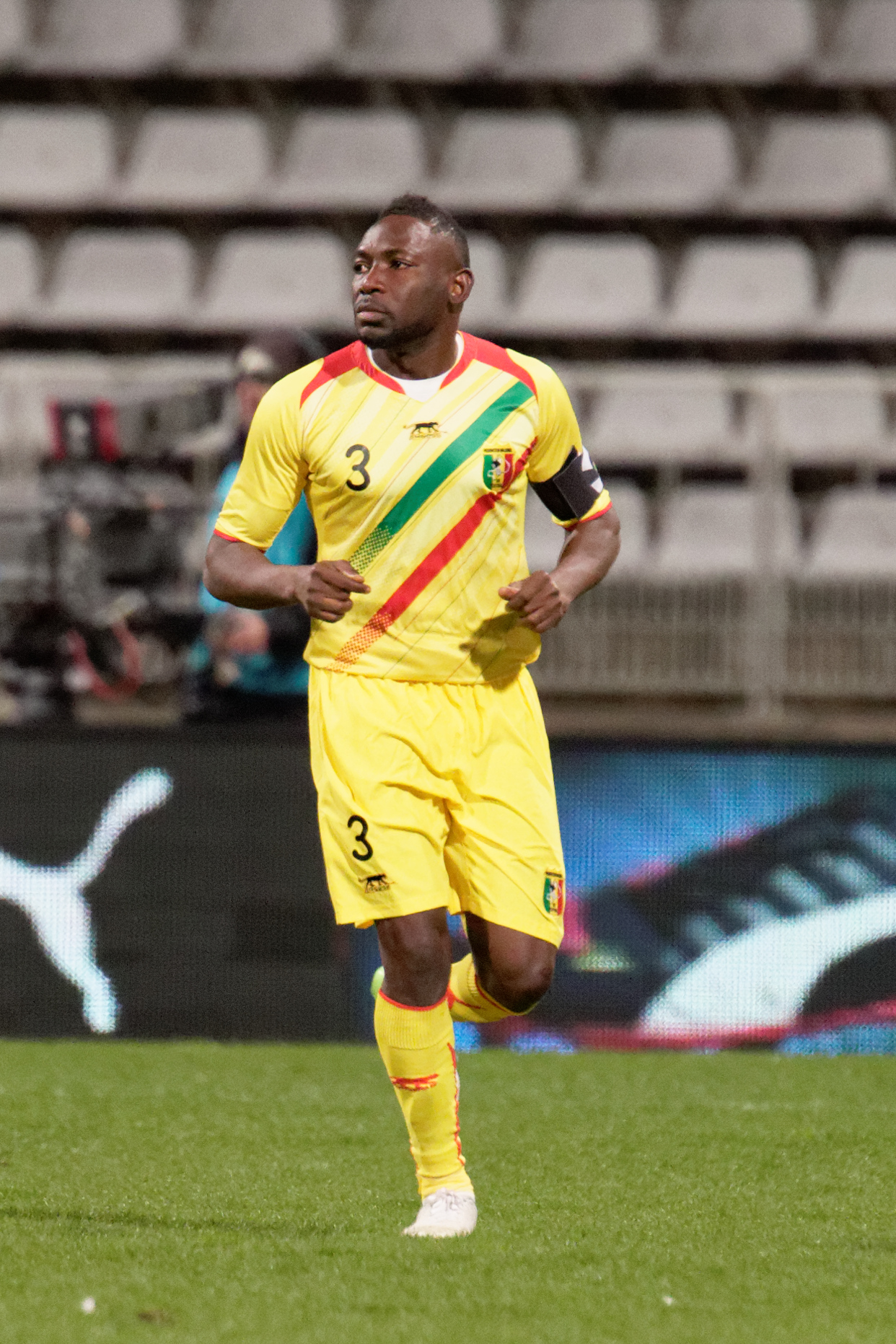

أدامبا تامبورا (Adama Tamboura) ، من مواليد 18 مايو 1985 ، لاعب كرة قدم مالي.
بدأ مسيرته الكروية مع نادي دجوليبا ، في عام 2006 انتقل إلى نادي هيلسنبورغ السويدي.
و هو يلعب مع منتخب مالي لكرة القدم.

## روابط خارجية
- أداما تامبورا على موقع الاتحاد الدولي (مؤرشف)  (الإنجليزية)
- أداما تامبورا على موقع الاتحاد الأوربي (الإنجليزية)
- أداما تامبورا على موقع اتحاد السويد (السويدية)
- أداما تامبورا على موقع قاعدة بيانات كرة القدم.إي يو (الإنجليزية)
- أداما تامبورا على موقع ناشيونال فوتبول تيمز (الإنجليزية)
- أداما تامبورا على موقع Soccerway.com (الإنجليزية)
- أداما تامبورا على موقع عالم كرة القدم.نت (الإنجليزية)
- أداما تامبورا على موقع كووورة
- أداما تامبورا على موقع أوليمبيديا (الإنجليزية)